# Lollipop Pt. 2
"Lollipop Pt. 2" é uma canção do grupo sul-coreano Big Bang, gravada para promover um celular da linha Cyon da LG Electronics. Foi lançada em 19 de fevereiro de 2010, como seu sexto single digital. Produzida por Teddy Park e co-escrita pelo mesmo juntamente com G-Dragon e T.O.P, a canção atingiu na Coreia do Sul a posição de número três na Gaon Digital Chart e obteve vendas de 1,337,098 milhão de cópias no ano de 2010.

## Antecedentes
Em março de 2009, o Big Bang havia colaborado com o 2NE1, suas companheiras de gravadora, no lançamento do single "Lollipop" a fim de promover um celular da linha Cyon da LG Eletronics. Em fevereiro de 2010, foi anunciado que somente o Big Bang iria colaborar com a LG Cyon novamente. Além disso, foi divulgado que seu retorno iria produzir um single digital intitulado "Lollipop 2", com data de lançamento para o início do mês.
"Lollipop Pt. 2" é uma canção de electro-hop, onde o grupo assume um novo conceito com uma imagem "mais doce", em oposição ao conceito colorido apresentado no single promocional anterior.

## Faixas
| N.º | Título           | Letras                      | Música | Arranjos | Duração |  |
| 1.  | "Lollipop Pt. 2" | Teddy Park, G-Dragon, T.O.P | Teddy  | Teddy    | 3:23    |  |

## Desempenho nas paradas musicais

### Posições
| Paradas (2010)                            | Melhor posição |
| ----------------------------------------- | -------------- |
| Coreia do Sul (Gaon Weekly Digital Chart) | 3              |
| Coreia do Sul (Gaon Yearly Digital Chart) | 143            |

### Vendas
| Parada                     | Vendas    |
| -------------------------- | --------- |
| Gaon Download Chart (2010) | 1,337,098 |